# Pulskontrast
Der Pulskontrast von Hochleistungslasern ist das Verhältnis zwischen der Maximalintensität des Laserpulses und der Intensität an einem festen Zeitpunkt:
{\displaystyle K={\frac {I_{\mathrm {max} }}{I(t)}}}.
Auf einer für Hochleistungslaser interessanten Zeitskala von Pikosekunden ist der Pulskontrast nicht mehr durch Photodioden und schnelle Auswerteelektronik messbar. Stattdessen kann der Intensitätsverlauf durch Autokorrelation, d. h. durch die Abtastung des Laserpulses mit sich selbst, bestimmt werden.

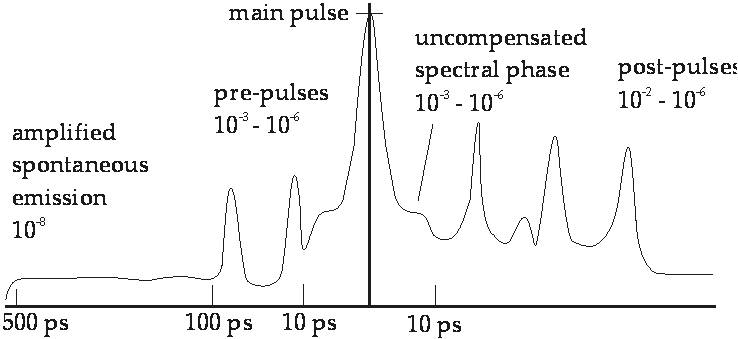
Schematische Darstellung der Pulscharakteristik von Hochleistungslasern

Für Intensitäten vor und nach dem Hauptpuls gibt es mehrere Ursachen. Nachpulse entstehen meist durch innere Reflexionen an Glasoberflächen, deren Verspiegelung nicht ideal ist und dadurch unterschiedliche Verzögerungsstrecken bewirkt. 
Vorpulse im Zeitbereich weniger Pikosekunden entstehen durch Reflexionen des Hauptpulses an Oberflächen mit unterschiedlichen Verzögerungsstrecken in regenerativen Verstärkern. Vorpulse im Bereich von Nanosekunden entstehen durch die Transmission eines sogenannten Pulspickers, welcher Pockelszellen und Polarisatoren verwendet, um die Repetitionsrate des Lasers nach dem Oszillator zu reduzieren. Ebenfalls auf einer Zeitskala von Nanosekunden vor dem Hauptpuls wird der Kontrast durch die verstärkte spontane Emission (Amplified spontaneous emission, kurz ASE) negativ beeinflusst. Die ASE hat ihre Ursache in der Fluoreszenz des aktiven Mediums und lässt sich nur schwer vermeiden.
Wenn der Pikosekundenkontrast auf das Intensitätsniveau der ASE abfällt, ist dies ein Indiz für eine unvollständige Kompensation der spektralen Phase. 
Im Nanosekundenbereich kann der Pulskontrast durch schnelle optische Schalter, z. B. Pockelszellen, direkt um etwa 3 Größenordnungen verbessert werden. Auf kürzeren Zeitskalen kann eine Verbesserung des Kontrasts durch nichtlineare Prozesse erreicht werden. Dazu gehören zum Beispiel die Erzeugung der zweiten Harmonischen, der Prozess der cross polarized wave generation (XPW) und der Einsatz eines sättigbaren Absorbers. Bei sehr hohen Pulsenergien ist die Verwendung eines Plasmaspiegels am effizientesten.